# William Thomson
William Thomson, 1. baron Kelvin, lord Kelvin (ur. 26 czerwca 1824 w Belfaście, zm. 17 grudnia 1907 w Largs w Szkocji) – brytyjski naukowiec: fizyk, matematyk i przyrodnik. Podał własne sformułowanie drugiej zasady termodynamiki, badał elektryczność i magnetyzm. Laureat Medalu Copleya (1883).

## Życiorys

### Lata nauki
Był synem doktora Jamesa Thomsona, nauczyciela matematyki i inżynierii w Belfaście. Nauki pobierał najpierw w domu, przez kilka lat jego pierwszym nauczycielem był ojciec.
Uczył się na Uniwersytecie w Glasgow, a potem (od 1841) kontynuował naukę w Peterhouse na Uniwersytecie w Cambridge. Studiował tam matematykę i fizykę. Po zakończeniu studiów był profesorem w Glasgow (w latach 1846–1899), od 1890 był prezesem Royal Society. Pracował twórczo we wszystkich niemal gałęziach fizyki doświadczalnej i teoretycznej.
Pracując na Uniwersytecie w Glasgow, urządził sobie laboratorium badawcze. Pieniądze na urządzenie tego laboratorium zdobywał przez wynalazki natury technicznej.
W 1892 uzyskał tytuł lorda Kelvin, od rzeki Kelvin, która przepływała koło jego uczelni w Glasgow.

### Praca naukowa
Wielkie zasługi położył w rozwoju teorii ciepła, obmyślił wiele czułych elektrycznych przyrządów mierniczych, znajdujących do dziś wielostronne zastosowanie (elektrometr kwadrantowy, galwanometr zwierciadłowy, mostek Thomsona), zajmował się teorią kabla podmorskiego oraz praktycznym zastosowaniem tegoż do komunikacji transatlantyckiej, wyodrębnił z powietrza nieznany podówczas pierwiastek argon. Napisał również wiele cennych dzieł i rozpraw z fizyki teoretycznej.

### Odkrycia
Pasja poznawcza lorda Kelvina wciągnęła go do dysputy na temat wieku naszej planety (por. aktualizm). Oszacował wiek Ziemi na 100 mln lat, co pozostawało w sprzeczności z teorią ewolucji ogłoszoną przez Karola Darwina. Dopiero po śmierci Darwina udowodniono, że Ziemia jest o wiele starsza.
Jego nazwisko stało się publicznie znane w związku z przedsięwzięciem kładzenia pierwszego transatlantyckiego kabla telegraficznego. W 1848 odkrył istnienie temperatury zera bezwzględnego, cztery lata później wraz z Jamesem Joule'em zademonstrował fakt ochładzania się rozprężającego się gazu.
Sformułowana przez niego w 1854 druga zasada termodynamiki wyklucza istnienie tak zwanego perpetuum mobile drugiego rodzaju, czyli silnika cieplnego wykorzystującego tylko ciepło pochodzące z jednego zbiornika ciepła (czyli pracującego bez wykorzystywania różnicy temperatur).
W 1856 odkrył jedno ze zjawisk termoelektrycznych, zwane zjawiskiem Thomsona. Rok później odkrył zjawisko magnetooporowe. W 1862 wraz z Joulem opisał zjawisko Joule’a-Thomsona.
Praca nad urządzeniami wykorzystywanymi na morzu doprowadziła do skonstruowania miernika pływów, urządzenia prognozującego oraz ulepszonego kompasu, a także do uproszczenia metody określania pozycji statku na morzu.
W swych badaniach zajmował się teorią potencjału sprężystości oraz hydrodynamiką.
Skonstruował i udoskonalił wiele przyrządów, na przykład mostek elektryczny i elektrometr absolutny.

## Prace naukowe
- Treatise on natural philosophy (1867)
- Mathematical and physical papers (1882–1912, 6 tomów)
- The second Robert Boyer lecture, J. Oxford Univ. Junior Sci. Club 18: 25 (1884) – pierwsze użycie i podanie definicji pojęcia chiralności[2]

Był członkiem Towarzystwa Królewskiego w Londynie oraz Brytyjskiej Akademii Umiejętności.

## Lord Kelvin jako naukowiec
Lord Kelvin zapoczątkował pewną „definicję” rozumienia w fizyce, która przetrwała do dziś:
„Dopóty jestem niezadowolony, dopóki nie potrafię zbudować modelu mechanicznego badanego zjawiska. Jeśli mi się to udaje – zjawisko rozumiem, jeżeli zaś nie – zjawisko pozostaje niezrozumiałym”.
Zaproponował też pewną ideę budowy atomu. Na jego cześć jednostkę podstawową temperatury w układzie SI nazwano kelwinem.